# Passiflora watsoniana
Passiflora watsoniana är en passionsblomsväxtart som beskrevs av Maxwell Tylden Masters. Passiflora watsoniana ingår i släktet passionsblommor, och familjen passionsblomsväxter. Inga underarter finns listade i Catalogue of Life.

## Bildgalleri

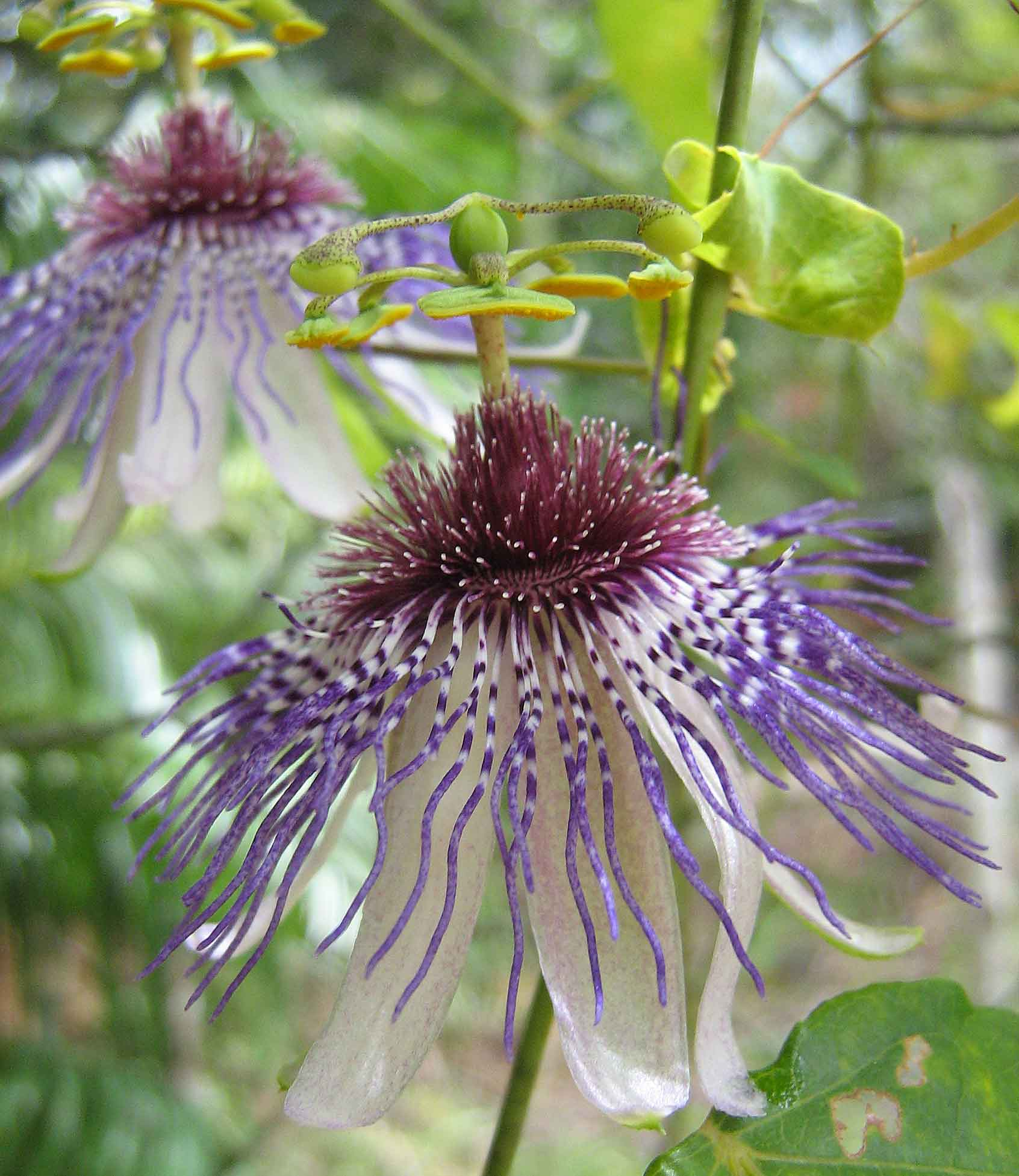
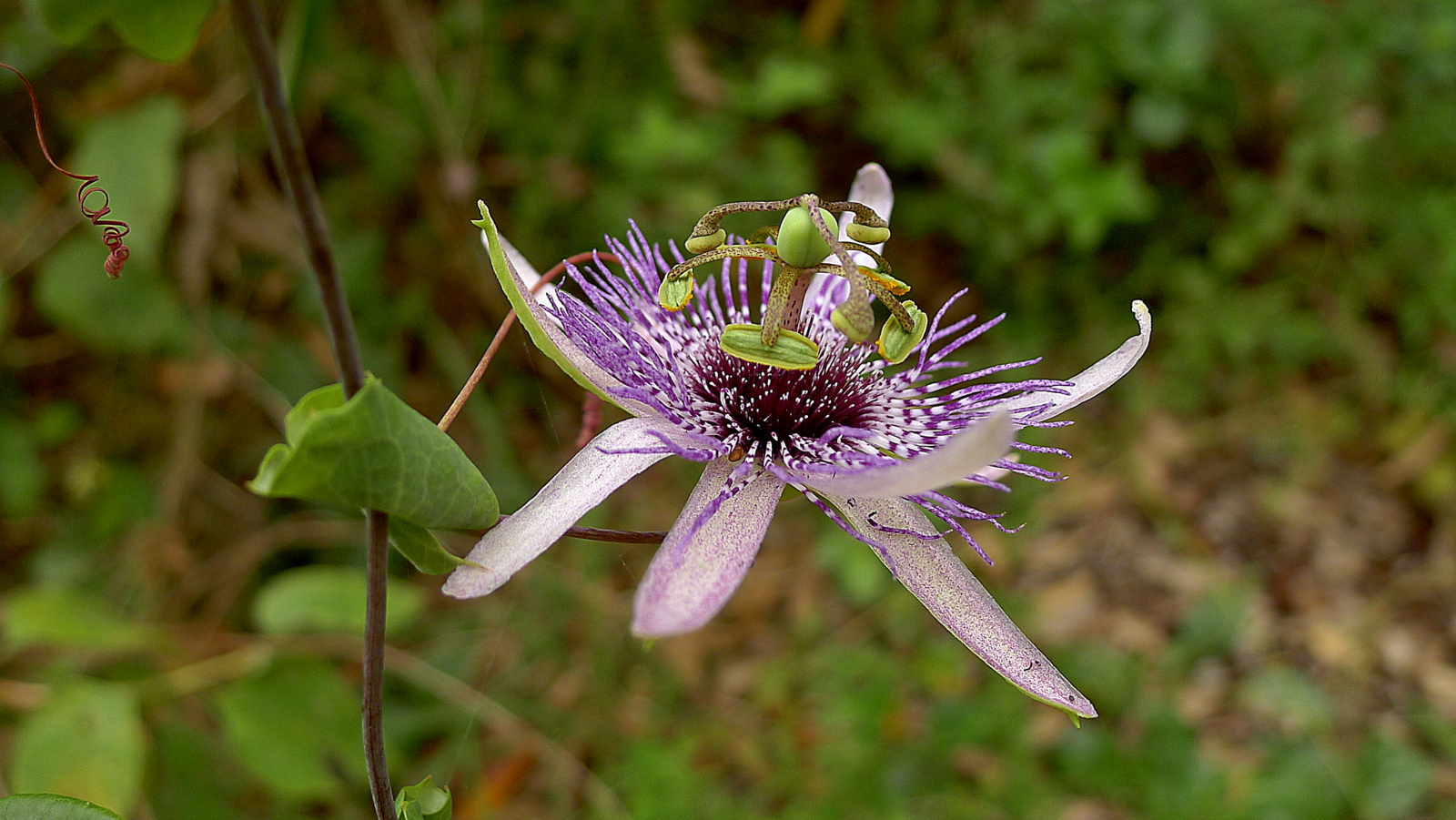
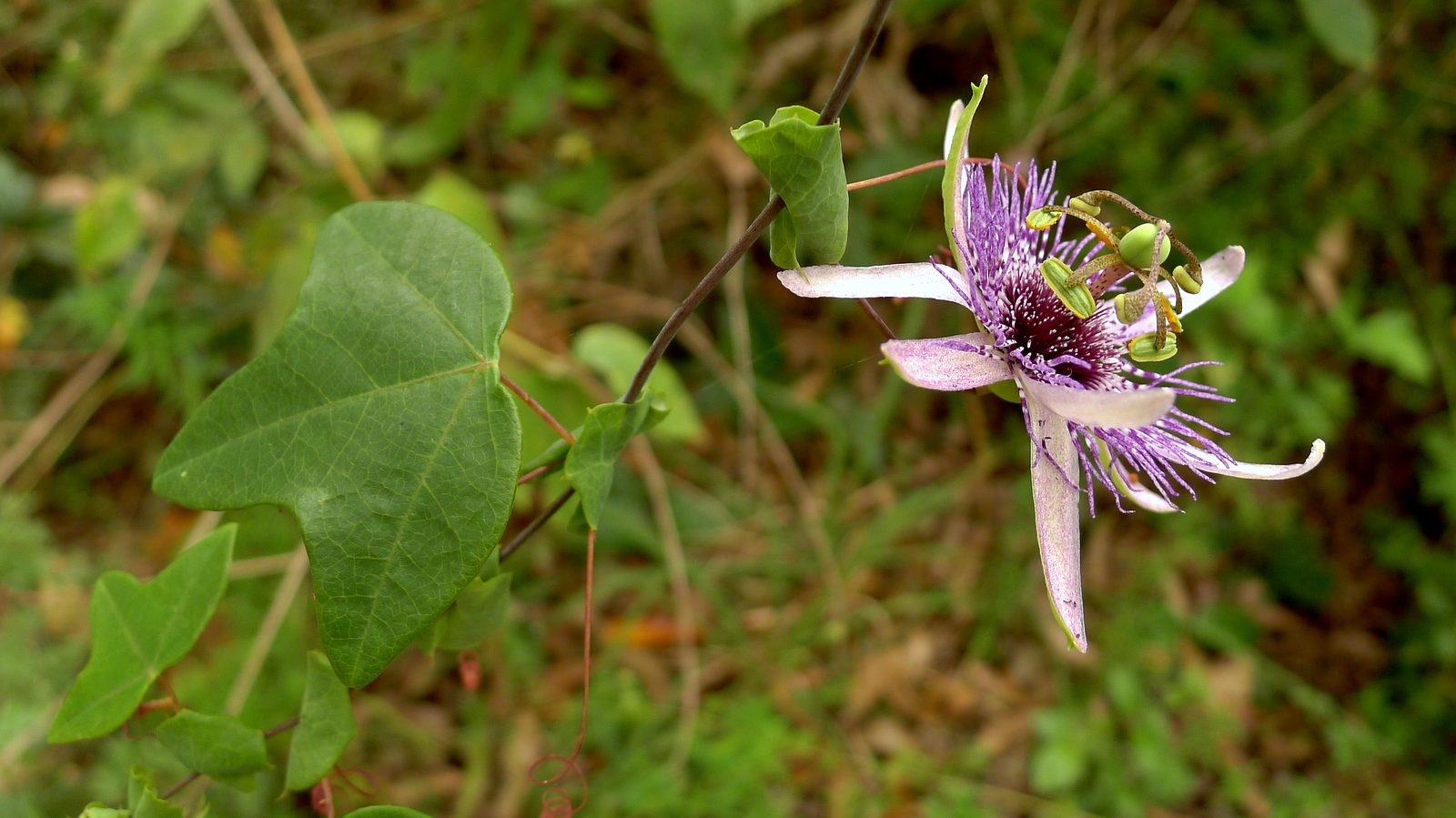
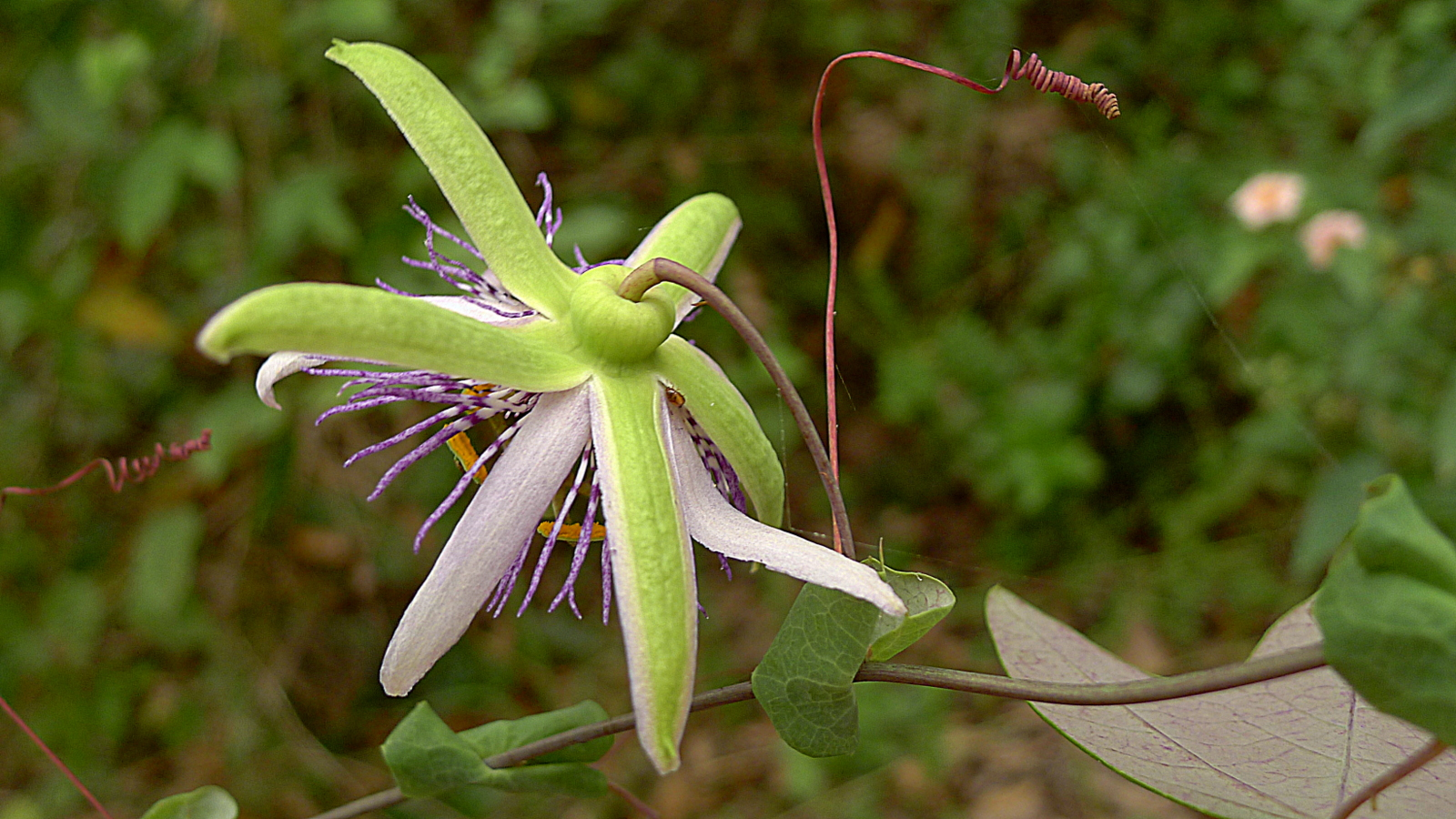
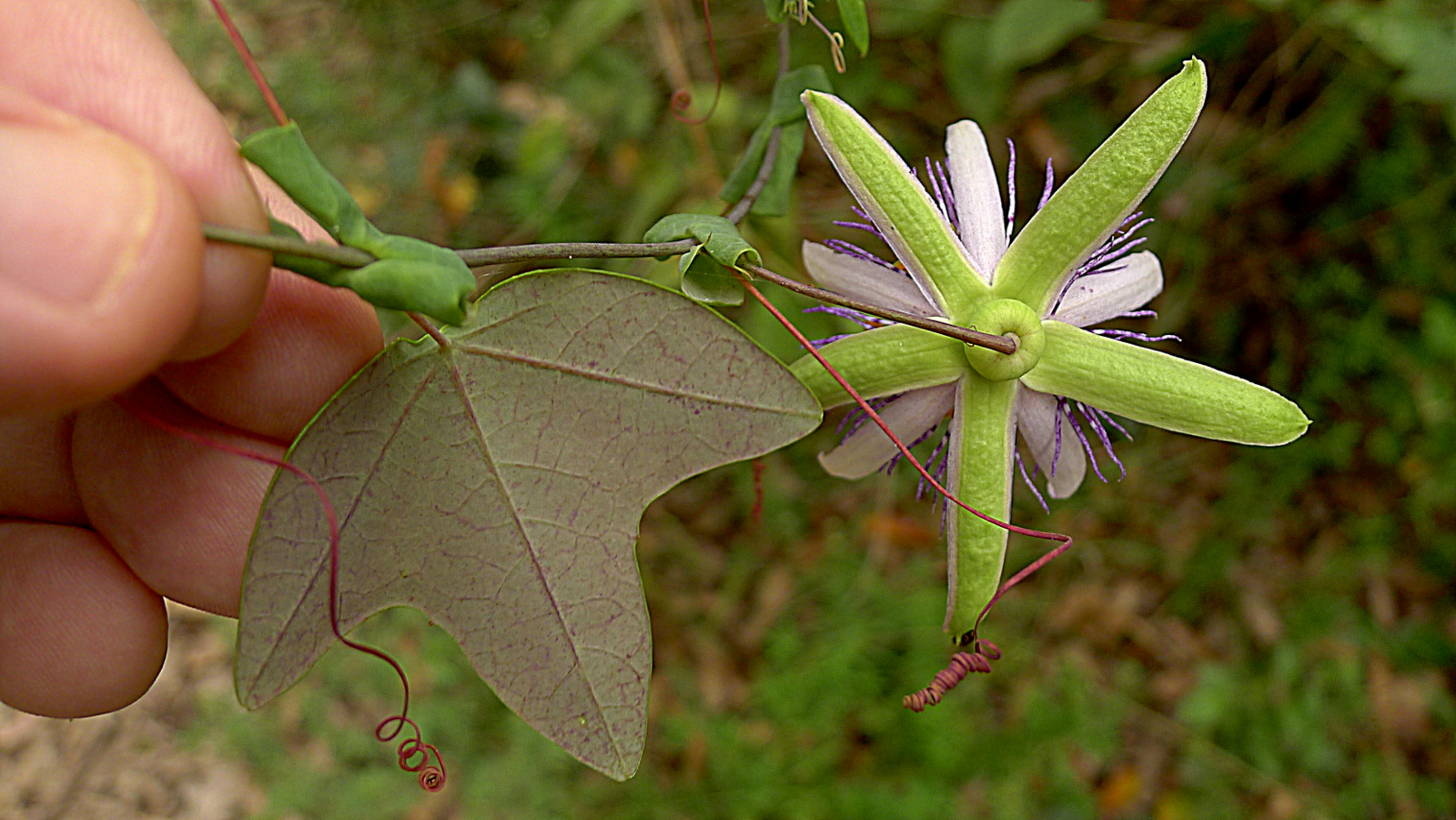
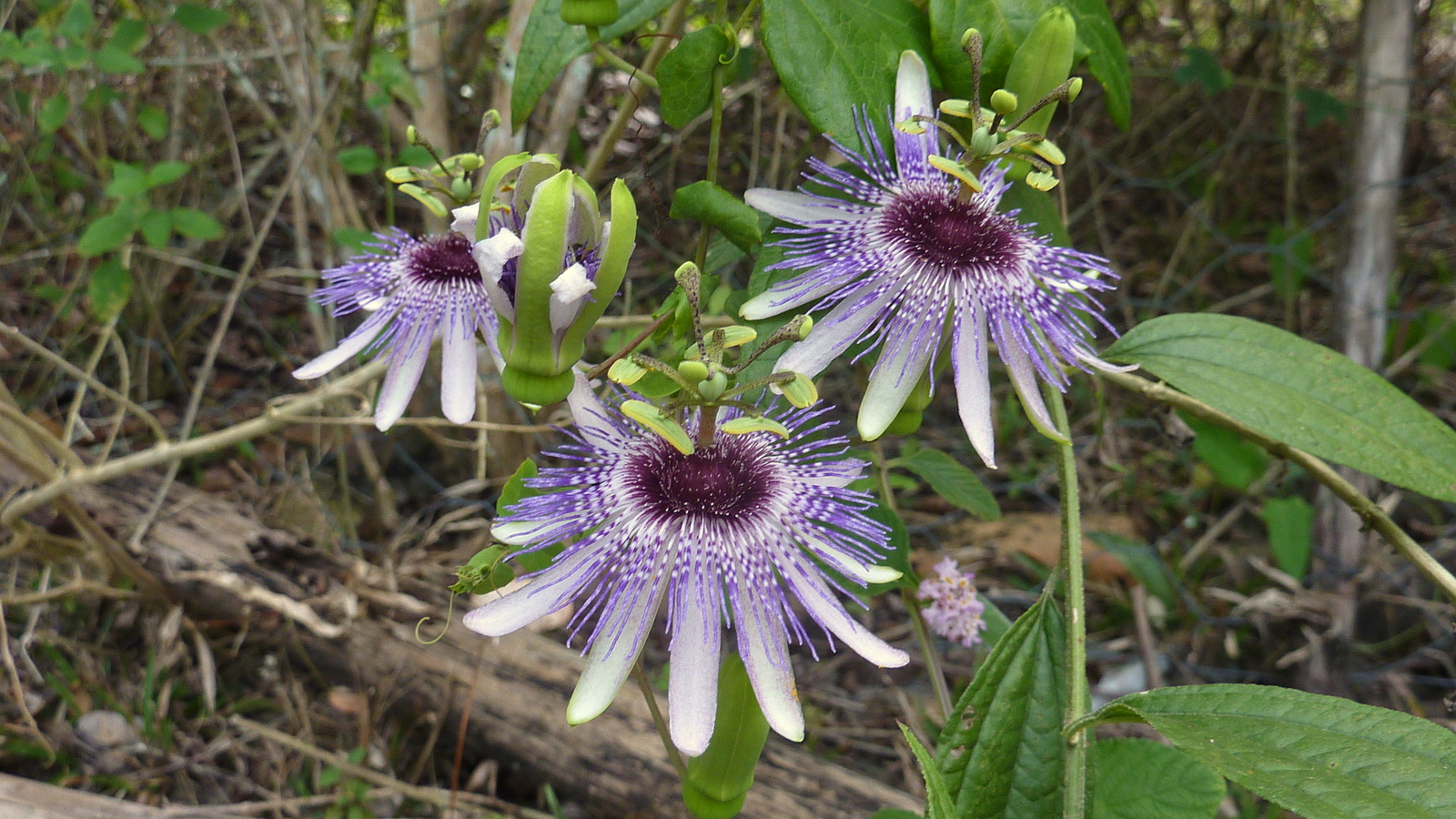